# Словенська меншина в Італії (1920–1947)
Словенська меншина в Італії (1920–1947) була корінним словенським населенням — приблизно 327 000 із загального населення 1,3 мільйона етнічних словенців на той час — яке було відрізане від решти словенців після Першої світової війни. Згідно з таємним Лондонським договором і Рапалльським договором 1920 року колишнє Австрійське Примор'я та західна частина колишньої Внутрішньої Крайни переможеної Австро-Угорщини були приєднані до Королівства Італія. Водночас лише кілька тисяч італійців залишилося в новій південнослов’янській державі. Півмільйонне слов'янське населення, як словенців, так і хорватів, було піддано примусовій італізації, що тривала аж до падіння фашизму в Італії. Після Другої світової війни більша частина Словенського Примор'я⁣ була передана Югославії згідно з умовами мирного договору з Італією 1947 року.

## Італізація
Наприкінці 19-го століття Трієст був найбільшим словенським містом, де словенців було навіть більше, аніж у Любляні. Австрійський перепис населення 1911 року зафіксував у місті 56 845 словенськомовних, тоді як у Любляні — 41 727 (частина загального австрійського перепису 1910 року). Вони були найбільшою етнічною групою в 9 з 19 міських районів Трієста і становили більшість у 7 з них. Італійськомовні, навпаки, становили 60,1% населення в центрі міста, 38,1% у передмісті й 6,0% на його околицях. Вони були найбільшою мовною групою в 10 з 19 міських мікрорайонів і становили більшість у 7 з них (зокрема в 6 у центрі міста). З 11 сіл, що входили до меж міста, словенськомовні становили абсолютну більшість у 10, а німецькомовні — в одному (Мірамаре).
Після приєднання міста до Італії італійські націоналістичні середовища прагнули зробити Трієст città italianissima (букв. "дуже італійським містом") та, очолювані чорносорочечниками, здійснили серію нападів на словенські магазини, бібліотеки, адвокатські контори та на центр словенської громади — Народні дом. Розпочалася примусова італізація, і до середини 1930-х років кілька тисяч словенців, особливо інтелектуалів з регіону Трієста, емігрували до Королівства Югославії та Південної Америки.
Серед видатних словенців, які зазнали впливу італізації — поет Сречко Косовел і письменник Борис Пахор. Серед словенців, що були змушені емігрувати, були письменники Владімір Бартол і Йосип Рібічич, теоретик права Борис Фурлан і архітектор Віктор Сульчич. Для боротьби з фашистськими репресіями у 1927 році була створена бойова антифашистська організація ТІГР.

## Сьогодення
Орієнтовна чисельність нинішньої словенської меншини в Італії становить від 83 000 до 100 000 осіб.

## Відомі представники словенської меншини в Італії (1920–1947)
- Борис Пагор (нар. 1913)
- Володимир Бартоль (1903–1967)
- Мілко Бамбіч[sl] (1905–1991)